# بيت النوار (الرجم)

تعديل مصدري - تعديل

بيت النوار هي إحدى قرى عزلة بني الغذيفي بمديرية الرجم التابعة لمحافظة المحويت، بلغ تعداد سكانها 524 نسمة حسب تعداد اليمن لعام 2004.